# Аудеро, Эмиль
Эмилио Аудеро Мульяди (итал.  Emilio Audero Mulyadi; Матарам, Индонезия) — итальянский и индонезийский футболист, вратарь клуба «Комо».

## Биография

### Ранние годы
Эмиль Аудеро родился в Матараме, Индонезия, в семье Эди и Антонеллы Мульяди. Когда Эмилю был один год, семья переехали на родину матери в итальянский город Кумьяна, находящийся неподалёку от Турина.
В 2008 году 11-летнего Эмиля заметил Микеланджело Рампулла и привёл его в академию «Ювентуса». В составе Примаверы Аудеро дошёл до финала молодёжного чемпионата Италии, где команда проиграла «Роме» в серии послематчевых пенальти.

### Клубная карьера
Первый вызов в основную команду Аудеро получил 30 ноября 2014. В 2015 году по достижении 18-летнего возраста Эмиль заключил первый профессиональный контракт. В 2016 году вратарь Рубиньо покинул «Ювентус» и Аудеро стал 3-м вратарем клуба. Дебют молодого вратаря состоялся в последнем матче серии А сезона 2016/2017, в котором бьянконери одержали победу над Болоньей со счетом 2:1.

### Карьера в сборной
С 2012 года Аудеро играет за юношеские сборные Италии. Со сборной до 17 лет Аудеро принимал участие в юношеском чемпионате Европы, где не сыграл ни одного матча. Поскольку Эмиль родился в Индонезии, и пока не принимал участия в матчах взрослых сборных, он может в дальнейшем выступать как за сборную Италии, так и за сборную Индонезии.

## Статистика выступлений

### Клубная
| Команда          | Сезон            | Чемпионат        | Чемпионат | Чемпионат | Кубок | Кубок | Прочее | Прочее | Итого | Итого |
| Команда          | Сезон            | Уров.            | Игры      | Голы      | Игры  | Голы  | Игры   | Голы   | Игры  | Голы  |
| ---------------- | ---------------- | ---------------- | --------- | --------- | ----- | ----- | ------ | ------ | ----- | ----- |
| Ювентус          | 2014/15          | Серия А          | 0         | 0         | 0     | 0     | 0      | 0      | 0     | 0     |
| Ювентус          | 2015/16          | Серия А          | 0         | 0         | 0     | 0     | 0      | 0      | 0     | 0     |
| Ювентус          | 2016/17          | Серия А          | 1         | −1        | 0     | 0     | 0      | 0      | 0     | 0     |
| Ювентус          | Итого            | Итого            | 1         | -1        | 0     | 0     | 0      | 0      | 0     | 0     |
| Всего за карьеру | Всего за карьеру | Всего за карьеру | 1         | -1        | 0     | 0     | 0      | 0      | 0     | 0     |

## Достижения
«Ювентус»
- Чемпион Италии: 2016/17.